# Pierre Louis-Calixte
 (12 août 2025).
Le texte peut changer fréquemment, n’est peut-être pas à jour et peut manquer de recul. N’hésitez pas à participer, en veillant à citer vos sources.
Pierre Louis-Calixte est un acteur français, sociétaire de la Comédie-Française, né en novembre 1967 et mort le 12 août 2025.

## Biographie
Né le 15 novembre 1967 à Nevers, il est formé à l’école de théâtre de La Belle-de-Mai à Marseille. Pierre Louis-Calixte meurt des suites d'un cancer le 12 août 2025 à l'âge de 57 ans,.

## Carrière
Il est formé à l’école de théâtre de La Belle-de-Mai à Marseille puis il débute au sein de la Compagnie Carcara. Il est notamment remarqué en 2001 dans son interprétation du rôle de Macbeth, dans la pièce du même nom de Shakespeare mise en scène par Sylvain Maurice et jouée au festival d'Avignon cette année-là,.
Pierre Louis-Calixte entre à la Comédie-Française le 21 septembre 2006. Il en est sociétaire à partir du 1er janvier 2013. Il incarne Cléante dans Tartuffe, puis Louis dans Juste la fin du monde de Jean-Luc Lagarce. 
Sa dernière apparition sur scène a lieu en 2024, salle Richelieu, dans le rôle de Macduff (toujours pour Macbeth mis en scène par Silvia Costa). À sa mort, l'administrateur général de la Comédie-Française Clément Hervieu-Léger rend hommage à un comédien « entier, rebelle, sombre, un soleil noir qui, même confronté, il y a un an, à la récidive de son cancer, n’a jamais renoncé à l’humour ».

## Théâtre

### Comédie-Française
- 2006 : Tartuffe de Molière, mise en scène Marcel Bozonnet, salle Richelieu, Cléante
- 2007 : Les Sincères de Marivaux, mise en scène Jean Liermier, Studio-Théâtre, Frontin
- 2007 : Le Retour au désert de Bernard-Marie Koltès, mise en scène Muriel Mayette, salle Richelieu
- 2007-2008 : La Mégère apprivoisée de William Shakespeare, mise en scène Oskaras Koršunovas, salle Richelieu, Tranio
- 2008 : Juste la fin du monde de Jean-Luc Lagarce, mise en scène Michel Raskine, salle Richelieu, Louis
- 2008-2009 : Figaro divorce d'Ödön von Horváth, mise en scène Jacques Lassalle, salle Richelieu, le 3e douanier et un client
- 2008-2009-2010 : Cyrano de Bergerac d'Edmond Rostand, mise en scène Denis Podalydès, salle Richelieu, Le Bret (en alternance)
- 2008 : Les Métamorphoses La Petite dans la forêt profonde de Philippe Minyana, d'après Ovide, mise en scène Marcial Di Fonzo Bo, Théâtre de Gennevilliers, Studio-Théâtre, une compagne de la Reine
- 2009 : L'Ordinaire de Michel Vinaver, mise en scène Michel Vinaver et Gilone Brun, salle Richelieu, Dick
- 2009 : Ubu roi d'Alfred Jarry, mise en scène Jean-Pierre Vincent, salle Richelieu, Conspirateur et Cotice
- 2009-2010 : L'Avare de Molière, mise en scène Catherine Hiegel, salle Richelieu, La Flèche
- 2009 : Juste la fin du monde de Jean-Luc Lagarce, mise en scène Michel Raskine, Salle Richelieu, Louis
- 2009-2011 : Les Joyeuses Commères de Windsor de William Shakespeare, mise en scène Andrés Lima, salle Richelieu, Pistolet
- 2009 : Le Banquet de Platon, mise en scène Jacques Vincey, Studio-Théâtre, Éryximaque et Alcibiade
- 2010-2011 : Ubu roi d'Alfred Jarry, mise en scène Jean-Pierre Vincent, salle Richelieu, Conspirateur, ancêtre et Cotice
- 2010 : Les Femmes savantes de Molière, mise en scène Bruno Bayen, Théâtre du Vieux-Colombier; Trissotin
- 2011 : La Maladie de la famille M. de Fausto Paravidino, mise en scène de l'auteur, Théâtre du Vieux-Colombier; le médecin
- 2011 : Le Jeu de l'amour et du hasard de Marivaux, mise en scène Galin Stoev, Comédie-Française au Cent Quatre, Arlequin
- 2011 : L'École des femmes de Molière, mise en scène Jacques Lassalle, salle Richelieu, Alain
- 2012 : Le Mariage de Figaro de Beaumarchais, mise en scène Christophe Rauck, Théâtre Éphémère, Brid'oison
- 2012 : Dom Juan ou le Festin de pierre de Molière, mise en scène Jean-Pierre Vincent, Théâtre Éphémère, Gusman, le Pauvre et M. Dimanche
- 2014 : La Dame aux jambes d'azur, de Eugène Labiche, mise en scène Jean-Pierre Vincent, Studio-Théâtre
- 2014 : Lucrèce Borgia, de Victor Hugo, mise en scène Denis Podalydès, salle Richelieu
- 2015 : Roméo et Juliette, de William Shakespeare, mise en scène Eric Ruf, salle Richelieu
- 2015 : Père d'August Strindberg, mise en scène Arnaud Desplechin, salle Richelieu
- 2016 : Cyrano de Bergerac d'Edmond Rostand, mise en scène Denis Podalydès, salle Richelieu
- 2016 : La Mer d'Edward Bond, mise en scène Alain Françon, salle Richelieu
- 2017 : Le Bruiteur de Christine Montalbetti, mise en scène Pierre Louis-Calixte, Studio-Théâtre
- 2017 : Une vie de Pascal Rambert, mise en scène de l'auteur, Théâtre du Vieux-Colombier
- 2017 : Haute surveillance de Jean Genet, mise en scène Cédric Gourmelon, Studio-Théâtre
- 2019 : La Vie de Galilée de Bertolt Brecht, mise en scène Eric Ruf, salle Richelieu
- 2024 : Macbeth de William Shakespeare, mise en scène Silvia Costa, salle Richelieu

### Hors Comédie-Française
- 1994 : Le Mandat d'Ousmane Sembène, mise en scène Jean-Paul Wenzel, Rencontres de Hérisson
- 1994 : Tue la mort de Tom Murphy, mise en scène Bernard Bloch, Théâtre de la Commune
- 1995 : Tue la mort de Tom Murphy, mise en scène Bernard Bloch, Nouveau Théâtre de Bourgogne
- 1998 : L'Échange de Paul Claudel, mise en scène Bernard Lévy, Nouveau théâtre d'Angers
- 1998 : Un riche, trois pauvres de Louis Calaferte, mise en scène Hélène Ninérola, Théâtre Paris-Villette
- 2000 : Opéra du dragon de Heiner Müller, mise en scène Hélène Ninérola, Théâtre Paris-Villette
- 2001 : Gouaches de Jacques Serena, mise en scène Joël Jouanneau, Théâtre Ouvert
- 2001 : Macbeth de William Shakespeare, mise en scène Sylvain Maurice, Festival d'Avignon, Théâtre Firmin Gémier
- 2002 : Macbeth de William Shakespeare, mise en scène Sylvain Maurice, Théâtre d'Angoulême
- 2002 : L'Homme des bois d'Anton Tchekhov, mise en scène Claire Lasne, Festival d'Avignon, Théâtre du Nord
- 2002 : Dom Juan de Molière, mise en scène Claire Lasne, Festival d'Avignon, Théâtre du Nord
- 2002 : Pinocchio de Carlo Collodi, mise en scène Nicolas Fleury, Centre Dramatique de Thionville-Lorraine
- 2003 : Dom Juan de Molière, mise en scène Claire Lasne, Festival d'Avignon, Centre Dramatique de Thionville-Lorraine
- 2003 : Dickie d'après Richard III de William Shakespeare, mise en scène Joël Jouanneau, Théâtre de Sartrouville
- 2003 : Cairn d'Enzo Cormann, mise en scène Claudia Stavisky, Théâtre des Célestins
- 2003 : Dickie d'après Richard III de William Shakespeare, mise en scène Joël Jouanneau, Théâtre de Sartrouville
- 2004 : Dickie d'après Richard III de William Shakespeare, mise en scène Joël Jouanneau, Théâtre de la Bastille
- 2004 : Joyeux Anniversaire de Claire Lasne, mise en scène de l'auteur, Scène Nationale de Poitiers, Festival d'Avignon
- 2005 : Les Névroses sexuelles de nos parents de Lukas Bärfuss, mise en scène Bruno Bayen, Théâtre Vidy-Lausanne
- 2006 : Esprit-Madeleine d'après Le Silence de Molière de Giovanni Macchia, mise en scène Anne Alvaro, Théâtre national de Chaillot
- 2006 : Les Névroses sexuelles de nos parents de Lukas Bärfuss, mise en scène Bruno Bayen, Théâtre de Gennevilliers, Théâtre national de Strasbourg
- 2007 : Le Suicidé de Nikolaï Erdman, mise en scène Anouch Paré, Théâtre de l'Athénée-Louis-Jouvet
- 2011 : Le Babil des classes dangereuses de Valère Novarina, lecture dirigée par Denis Podalydès, Odéon-Théâtre de l'Europe

## Filmographie

### Cinéma
- 1996 : Des lendemains qui chantent de Caroline Chomienne
- 2000 : Petite Chérie d'Anne Villacèque : le cow-boy
- 2000 : La Mécanique des femmes de Jérôme de Missolz
- 2001 : Ce vieux rêve qui bouge, d'Alain Guiraudie : Jacques
- 2005 : Blonde et Brune de Christine Dory : Joseph
- 2005 : Voici venu le temps d'Alain Guiraudie : Radovan Remila Stoï
- 2007 : La Part animale de Sébastien Jaudeau : l'équarisseur
- 2010 : Le Refuge de François Ozon : Serge
- 2012 : Mauvaise Fille de Patrick Mille

### Télévision
- 2009 : Le Bourgeois gentilhomme de Christian de Chalonge
- 2009 : Juste la fin du monde d'Olivier Ducastel et Jacques Martineau